# Maria Luisa di Borbone-Spagna (regina d'Etruria)
Maria Luisa di Borbone-Spagna (nome completo Maria Luisa Josefina Antonieta Vicenta; Madrid, 6 luglio 1782 – Roma, 13 marzo 1824) fu infanta di Spagna per nascita, e in seguito regina consorte e reggente d'Etruria; dopo il congresso di Vienna, fu duchessa sovrana di Lucca.

## Biografia

### Infanzia
Maria Luisa era figlia del re di Spagna Carlo IV e di Maria Luisa di Borbone-Parma.
Trascorse un'infanzia felice coi genitori, che la chiamavano in famiglia "Luisetta".
Nel 1794, il suo cugino bilaterale, Ludovico, principe ereditario di Parma, figlio secondogenito di Ferdinando I di Parma e Maria Amalia d'Asburgo-Lorena giunse alla corte di Spagna per completare la sua educazione. Ci fu un accordo tra i due rami della famiglia che Ludovico avrebbe sposato una delle figlie di Carlo IV. Si decise inizialmente per l'infanta Maria Amalia, che aveva all'epoca quindici anni ed era di natura timida e malinconica, ma Ludovico, che era altrettanto schivo e riservato, preferì la tredicenne sorella minore, Maria Luisa, intelligente, vivace, divertente e bella. Aveva i capelli ricci e scuri, occhi castani e un naso greco. Era generosa, di buon cuore e devota. Il principe di Parma era un bell'uomo, alto, e quando alla fine scelse la sorella minore, la madre, la regina Maria Luisa, accondiscese al cambiamento della sposa.
La giovane Maria Luisa trascorse molto tempo con Ludovico e si diceva che fosse innamorata di lui; la madre di Ludovico, Maria Amalia, era ben felice che Ludovico sposasse una principessa spagnola, e quando Maria Luisa arrivò a Parma la trattò come una figlia.

### Matrimonio

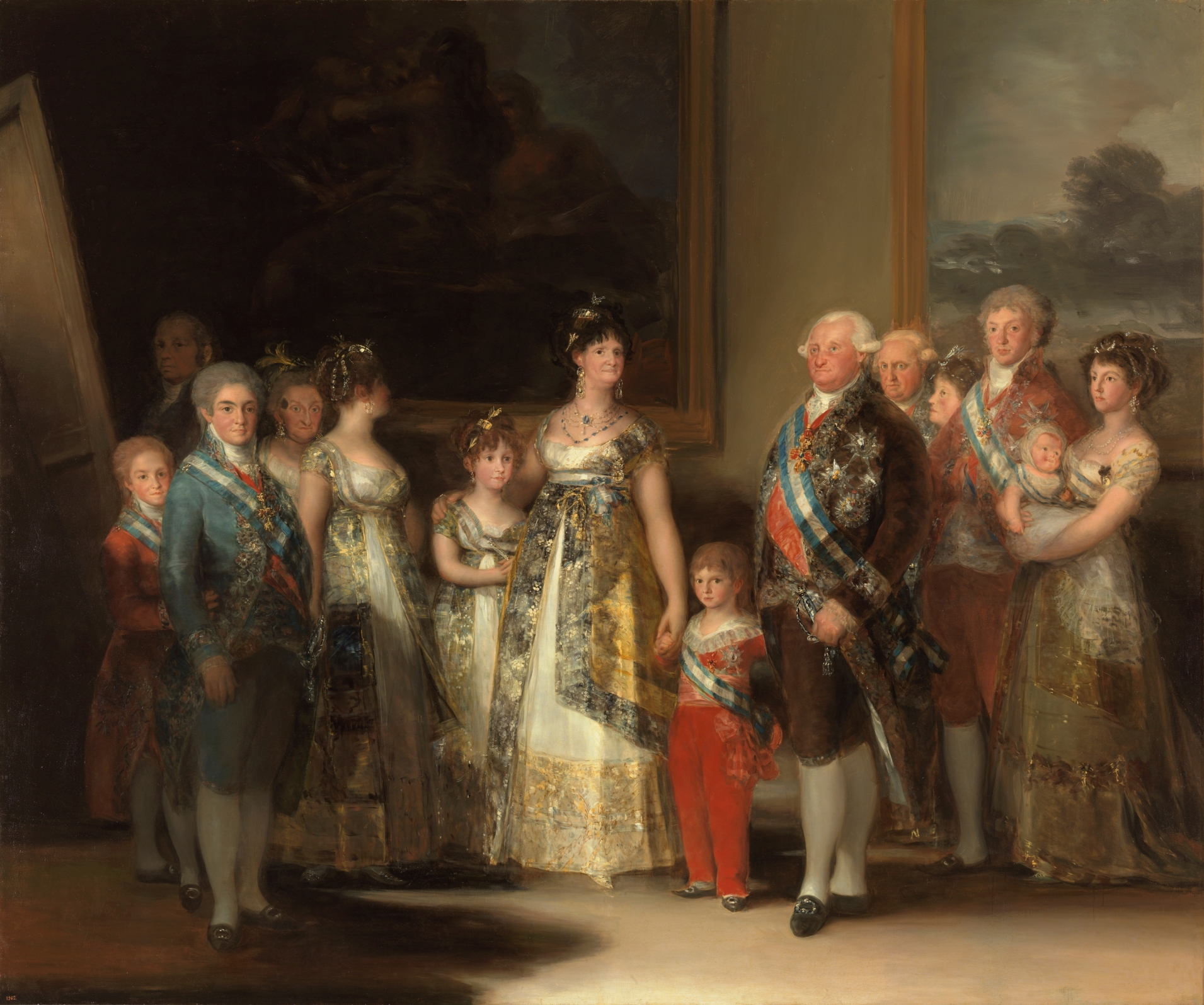
La famiglia di Carlo IV di Francisco Goya.

Nel 1795, presso il Palazzo Reale della Granja de San Ildefonso, sposò suo cugino Ludovico di Borbone-Parma, principe di Piacenza che venne creato Infante di Spagna. Fu un doppio matrimonio, in quanto la sorella, Maria Amalia sposò suo zio molto più anziano, Antonio, infante di Spagna.
Il matrimonio si rivelò felice, anche se fu offuscato da problemi di salute di Ludovico: era fragile, soffriva di problemi al petto, e dal momento che durante l'infanzia batté la testa su un tavolo di marmo, soffrì anche di attacchi epilettici. Col passare degli anni la sua salute si deteriorò ed egli divenne sempre più dipendente dalla moglie. La giovane coppia rimase in Spagna, durante i primi anni del loro matrimonio, che fu il periodo più felice della loro vita.

### Regina di Etruria
Nel 1801, in virtù del Trattato di Lunéville, Ludovico fu costretto ad accettare da Napoleone il trono di Toscana con il titolo di Re d'Etruria.
Maria Luisa, che non aveva mai vissuto lontano dalla sua famiglia ed era totalmente inesperta in campo politico, era contraria al progetto. Una delle condizioni di Napoleone era che la giovane coppia dovesse andare a Parigi e ricevere da lui l'investitura della loro nuova sovranità, prima di prendere possesso dell'Etruria. Maria Luisa era riluttante a fare un viaggio in Francia, dove solo sette anni prima i suoi parenti, Luigi XVI e Maria Antonietta erano stati giustiziati. Tuttavia fece quello che le era stato detto.
Il 21 aprile 1801 la coppia e il loro figlio lasciarono Madrid e viaggiato in incognito per la Francia sotto il nome di Conti di Livorno. Napoleone li accolse con grandi attenzioni, al loro arrivo a Parigi il 24 maggio. In un primo momento, la giovane coppia non fece una buona impressione. Erano vestiti con abiti fuori moda alla maniera spagnola. I francesi pensavano che Maria Luisa fosse brutta, ma intelligente e gradevole, suo marito era stato descritto come bello, buono, ma sciocco. Napoleone fu favorevolmente impressionato dalla tenerezza che Maria Luisa mostrò verso il figlio.
Tuttavia, l'Infanta di Spagna non poté godere della sua visita a Parigi. La maggior parte del tempo, soffrì di febbre, e spesso dovette rimanere a letto. Il marito era in ansia per la sua salute, anche perché dipendeva da lei per tutto. Un giorno, mentre Ludovico scese dalla carrozza al castello di Malmaison, dove stavano andando a cena, ebbe improvvisamente un attacco di epilessia. La Duchessa d'Abrantes, che era presente, ha descritto la scena nelle sue memorie "La Regina apparve molto in difficoltà e cercò di nascondere il marito; ... era pallido come la morte e le sue caratteristiche del tutto alterate ..." Dopo aver soggiornato a Parigi per tre settimane, Maria Luisa e suo marito, il 30 giugno, si diressero a sud verso Parma. A Piacenza furono accolti dai genitori di Ludovico, e insieme raggiungero Parma dove Maria Luisa incontrò le sorelle nubili di suo marito, Maria Antonia e Carlotta. Si notò come Ludovico parlasse italiano con un accento straniero, mentre Maria Luisa parlava italiano mescolato con parole spagnole. Dopo tre settimane a Parma, entrarono in Etruria.
Nel mese di agosto arrivarono nella loro nuova capitale, Firenze. Il generale francese Murat era stato mandato a Firenze per preparare il Palazzo Pitti per loro. I Re di Etruria non ebbero, però, un inizio di buon auspicio nella loro nuova vita. Maria Luisa era incinta ed ebbe un aborto spontaneo, la salute del marito era ulteriormente peggiorata, avendo più frequenti attacchi di epilessia. Il palazzo era stato praticamente abbandonato dopo la morte dell'ultimo esponente di Casa Medici e lo spodestato granduca Ferdinando aveva portato via la maggior parte dei tesori con sé. Maria Luisa e Ludovico erano entrambi pieni di buone intenzioni, ma furono accolti con ostilità dalla popolazione e la nobiltà li vedeva come dei semplici strumenti nelle mani dei francesi. Le finanze erano in stato deplorevole, il Paese era stato rovinato dalla guerra, dai cattivi raccolti e dal costo del mantenimento delle truppe francesi di stanza in Etruria, che solo molto più tardi furono rimpiazzate dalle truppe spagnole inviate da Carlo IV.
Nell'estate del 1802, Maria Luisa e suo marito furono invitati in Spagna per assistere al matrimonio del fratello Ferdinando con Maria Antonia di Napoli. Ludovico si sentiva molto male prima di salire sulla nave e fece ritardare il viaggio per settimane. Una volta in viaggio, fu Maria Luisa che si ammalò. Il 2 ottobre 1802, prima di arrivare a Barcellona, ancora in acque aperte, Maria Luisa diede alla luce la figlia Maria Luisa Carlotta. In un primo momento, i medici pensavano che madre e figlia non sarebbe sopravvissute. Maria Luisa, ancora molto malata, aspettò tre giorni per recuperare le forze, prima di scendere a terra a Barcellona, dove i suoi genitori la stavano aspettando.
Una settimana dopo il loro arrivo ricevettero la notizia che il padre di Ludovico, Ferdinando I, era morto. Tornati in Etruria, la malattia di suo marito fu accuratamente nascosta alla popolazione. Ludovico morì il 27 maggio 1803 all'età di trent'anni, a causa di una crisi epilettica.

### Reggente di Etruria
Addolorata per la morte del marito, Maria Luisa iniziò a soffrire di una malattia nervosa. Doveva fungere da reggente per il figlio Carlo Lodovico, il nuovo re d'Etruria.
Ci furono piani per un nuovo matrimonio: la Francia e la Spagna volevano farla sposare al suo primo cugino Pietro di Borbone, figlio dell'infante Gabriel di Spagna, un fratello più giovane di Carlo IV, ma il matrimonio non si realizzò mai.
Durante la sua reggenza, Maria Luisa fondò una scuola per l'insegnamento delle scienze di livello superiore, il Museo di Fisica e Storia Naturale di Firenze. Per ingraziarsi il popolo fiorentino, lo intrattenne generosamente a Palazzo Pitti, con splendidi ricevimenti per artisti e scrittori, nonché per i funzionari del governo. Dette una celebre festa nella loggia dei Lanzi per 200 piccoli ragazzi e ragazze provenienti dalle famiglie operaie, che ebbero il permesso di portare a casa i piatti, bicchieri, cucchiai e tovaglioli dopo il banchetto.

### Esilio
Anche se Maria Luisa ormai si era affezionata a Firenze, Napoleone aveva altri piani per l'Italia e la Spagna: "Temo che la Regina sia troppo giovane e il suo ministro troppo vecchio per governare il Regno d'Etruria", disse. Maria Luisa fu accusata di non aver fatto rispettare il blocco inglese in Etruria. Il ministro francese le ordinò di lasciare Firenze immediatamente. Suo padre rispose alle sue suppliche di scoraggiamento. Dovette però cedere alla decisione di Napoleone e lasciò in fretta il regno per tornare dalla sua famiglia in Spagna. Maria Luisa e i suoi figli lasciarono Firenze il 10 dicembre 1807, e il loro futuro era incerto. Napoleone annetté il territorio alla Francia e concesse il titolo di "Granduchessa di Toscana" alla sorella Elisa.
La regina in esilio andò a Milano, dove ebbe un colloquio con Napoleone che gli promise, a titolo di risarcimento per la perdita dell'Etruria, il trono di un regno del Nord Lusitania (nel nord del Portogallo). Questo faceva parte del trattato di Fontainebleau tra Francia e Spagna (ottobre 1807), che aveva incorporato anche l'Etruria ai domini di Napoleone. Napoleone aveva già ordinato l'invasione del Portogallo, ma il suo scopo segreto era in ultima analisi, di deporre la famiglia reale spagnola e avere accesso al denaro proveniente dalle colonie spagnole dell'America. Come parte dell'accordo, Maria Luisa stava per sposarsi con Luciano Bonaparte, che avrebbe dovuto ripudiare la propria moglie, ma entrambi si rifiutarono.
L'intenzione di Maria Luisa era quella di ritornare in Spagna. Quando arrivò a corte, la trovò profondamente divisa in un paese in rivolta: suo fratello, Ferdinando, principe delle Asturie, aveva tramato contro suo padre, il re Carlo IV e il suo impopolare primo ministro Godoy. Ferdinando era stato graziato, ma con il prestigio della famiglia scosso, Napoleone colse l'occasione per invadere la Spagna. Con la scusa di inviare rinforzi a Lisbona, le truppe francesi erano entrati in Spagna nel mese di dicembre. Non del tutto ignara sulle reali intenzioni di Napoleone, la famiglia reale aveva segretamente pianificato la fuga verso il Messico, ma i loro piani furono bloccati. A questo punto Maria Luisa arrivò a Aranjuez il 19 febbraio 1808.
I sostenitori di Ferdinando diffusero la storia che il primo ministro Godoy aveva tradito la Spagna per Napoleone. Il 18 marzo ebbe luogo una rivolta popolare nota come "Ammutinamento di Aranjuez". I membri delle classi popolari, soldati e contadini attaccarono la residenza Godoy, lo catturarono, e lo fecero deporre dal re Carlo. Due giorni dopo, Carlo IV fu costretto ad abdicare e cedere il trono a suo figlio, orai Ferdinando VII. L'abdicazione di Carlo IV in favore di Ferdinando fu entusiasticamente acclamata dal popolo.
Maria Luisa, aveva agito come mediatrice tra il deposto Carlo IV e il generale francese Murat, che il 23 marzo entrò a Madrid. Dopodiché Maria Luisa lasciò Madrid per essere accolta dal padre, in esilio.

### Prigionia
Dopo questo, Napoleone, concessa la Spagna al fratello Giuseppe, costrinse la famiglia reale in esilio a Fontainebleau. Maria Luisa chiese una residenza separata e si trasferì con i suoi figli in una casa a Passy, ma ben presto si trasferì a Compiègne. Napoleone le inviò 9.000 franchi come compensazione promessa, che vennero utilizzati per le spese del suo viaggio in Francia. Le fu permesso di ritirarsi alla Reggia di Colorno a Parma, ma una volta a Lione, con il pretesto di condurla verso la sua destinazione, fu scortata a Nizza, dove venne tenuta sotto stretta vigilanza. Progettò di fuggire in Inghilterra, ma le sue lettere furono intercettate. Maria Luisa venne arrestata il 26 luglio e condannata ad essere imprigionata in un convento a Roma, mentre suo figlio rimase sotto le cure di suo nonno Carlo IV. La pensione di Maria Luisa venne ridotta a 1500 franchi; tutti i suoi gioielli e oggetti di valore furono portati via e con la figlia e una cameriera, il 14 agosto 1811, fu imprigionata nel convento di Santi Domenico e Sisto, nei pressi del Quirinale. Le sue suppliche di clemenza rimasero senza risposta.
Durante la sua prigionia, Maria Luisa e i suoi figli furono spogliati dei loro diritti alla corona spagnola dalla Corte di Cadiz, il 18 marzo 1812, in quanto sotto il controllo di Napoleone. I suoi diritti le furono ripristinati nel 1820.
A Maria Luisa fu permesso di vedere i suoi genitori e suo figlio una volta ogni due mesi, ma solo per dieci minuti e sotto stretta sorveglianza. Solo la caduta di Napoleone aprì le porte della sua prigione. Il 14 gennaio 1814, dopo poco più di quattro anni di prigionia. Fu liberata quando le truppe di Murat entrarono in Roma.

### Congresso di Vienna

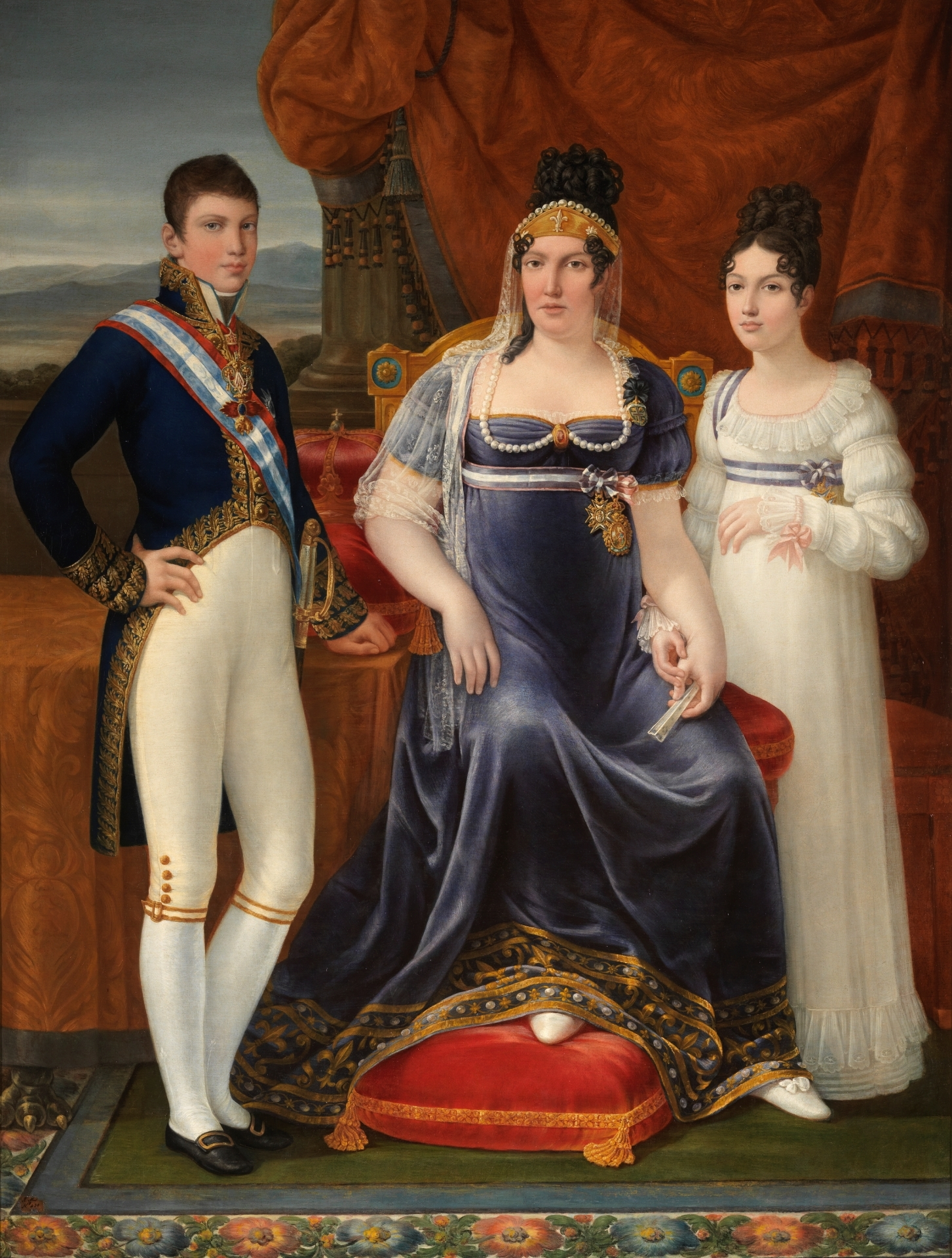
Maria Luisa di Spagna, duchessa di Lucca con i figli, Carlo Lodovico e Maria Luisa.

Il ministro austriaco Metternich fece pressione per non ridare Parma alla Casa di Borbone e per assegnarla invece, vita natural durante, a Maria Luigia d'Austria, già moglie di Napoleone. Maria Luisa si oppose con durezza caldeggiando la propria causa con suo fratello Ferdinando VII di Spagna, col Papa e con lo Zar Alessandro I di Russia.
Alla fine, il Congresso decise di compensare Maria Luisa e suo figlio con il piccolo ducato di Lucca, già repubblica aristocratica separata dal resto della Toscana, e successivamente (sia pur con ampliamenti territoriali) principato napoleonico. Tuttavia, Maria Luisa rifiutò ogni compromesso per più di due anni, durante i quali visse con i suoi figli in un palazzo a Roma. In questo periodo, il rapporto con la sua famiglia restò teso: i suoi genitori e il fratello Ferdinando VII volevano far sposare sua figlia, Maria Luisa Carlotta, allora quattordicenne, all'infante Francesco di Paola, fratello minore di Maria Luisa. Maria Luisa si oppose con veemenza a tale piano, considerando il fratello troppo avventato per la sua giovane figlia. Inoltre resistette al piano di far sposare suo figlio a Maria Cristina di Napoli, figlia di sua sorella Maria Isabella.
Alla fine, Maria Luisa accettò la soluzione offerta dal trattato di Parigi nel 1817, consistente nel riconoscimento del diritto di reversione su Parma: alla morte di Maria Luigia d'Austria, il ducato di Parma sarebbe dovuto tornare a lei, a Carlo Lodovico e ai successivi discendenti maschi diretti, fermi restando intanto, a carico dell'Austria, gli indennizzi già disposti dal Congresso di Vienna in favore dei Borbone-Parma (compresi gli arretrati). Conseguentemente, in data 22 novembre 1817, l'ambasciatore spagnolo a Torino, Eusebio Bardají Azara, prese possesso del ducato in suo nome, ed ella fece il suo ingresso trionfale a Lucca con il figlio, il 7 dicembre successivo. Maria Luisa diventava così duchessa di Lucca suo jure e le erano riconosciuti il rango e i privilegi di una regina. Suo figlio Carlo Lodovico le sarebbe succeduto solo dopo la sua morte, fregiandosi nel frattempo del titolo di principe di Lucca.

### Duchessa di Lucca

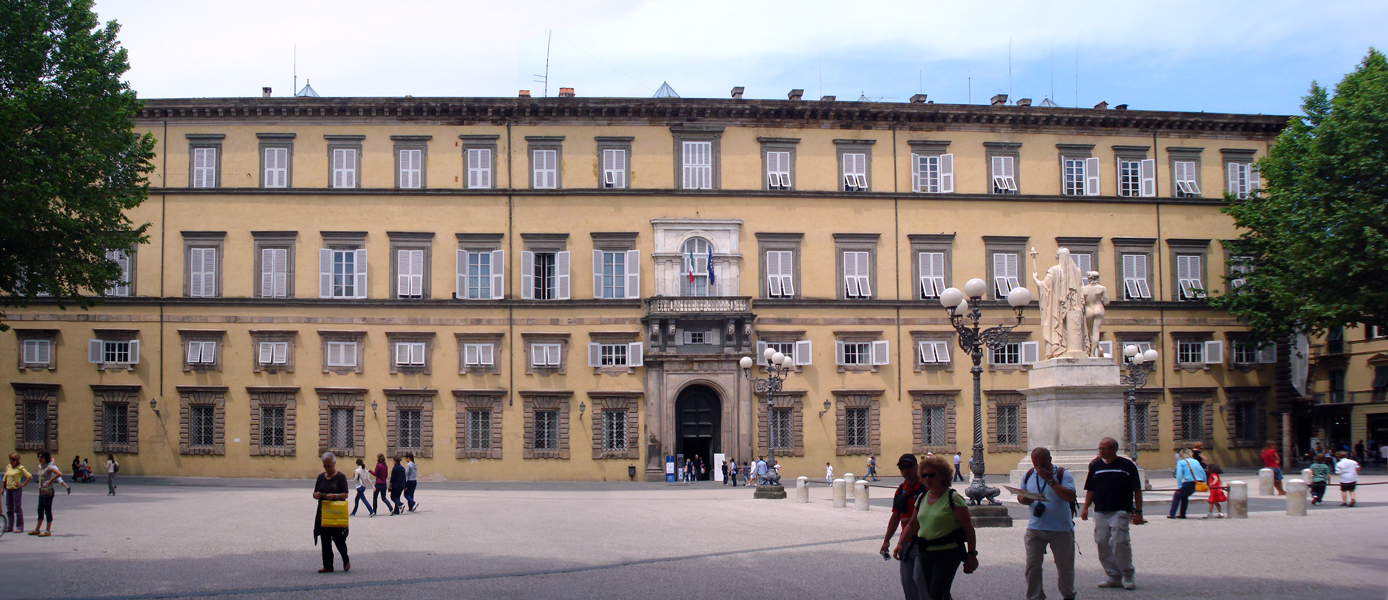
Il Palazzo ducale di Lucca

Quando Maria Luisa arrivò a Lucca, aveva già 35 anni. Dieci anni di lotte senza fine avevano lasciato il segno: la sua giovinezza se n'era andata e era aumentata di peso. Dopo l'assassinio di Carlo Ferdinando, duca di Berry nel 1820, si pensò di farla sposare al padre Carlo, conte d'Artois, che sarebbe diventato poi re Carlo X.
Ferma intenzione di Maria Luisa fu quella di cancellare ogni traccia del governo di Elisa Bonaparte, che aveva governato Lucca 1805-1814. Come duchessa, promosse lavori pubblici e la cultura nello spirito dell'Illuminismo e durante il suo governo le scienze fiorirono. Tra il 1817 e il 1820, ordinò il rinnovo completo delle decorazioni interne del Palazzo Ducale, cambiando completamente la decorazione interna dell'edificio nella sua forma attuale, rendendo il Palazzo a Lucca uno dei più belli d'Italia.
Maria Luisa, donna religiosa, favorì il clero. Nel suo piccolo Stato, diciassette nuovi conventi furono fondati nei sei anni del suo regno. Tra i progetti compiuti, anche la costruzione di un nuovo acquedotto e lo sviluppo di Viareggio, il porto del ducato.
Politicamente, Maria Luisa ignorò la Costituzione impostale dal congresso di Vienna e governò Lucca in modo assolutista, anche se il suo governo non fu molto reazionario e oppressivo. Quando i liberali spagnoli imposero una costituzione al fratello, re Ferdinando VII, si aprì all'idea di accettare una costituzione, ma il ritorno dell'assolutismo spagnolo nel 1823 fece venir meno i suoi propositi.
Nel 1820, organizzò il matrimonio di suo figlio, con la principessa Maria Teresa di Savoia, una delle figlie gemelle del re Vittorio Emanuele I di Sardegna. Il rapporto con il figlio era diventato aspro. Questi si lamentò che la madre lo aveva "rovinato fisicamente, moralmente e finanziariamente".

### Morte

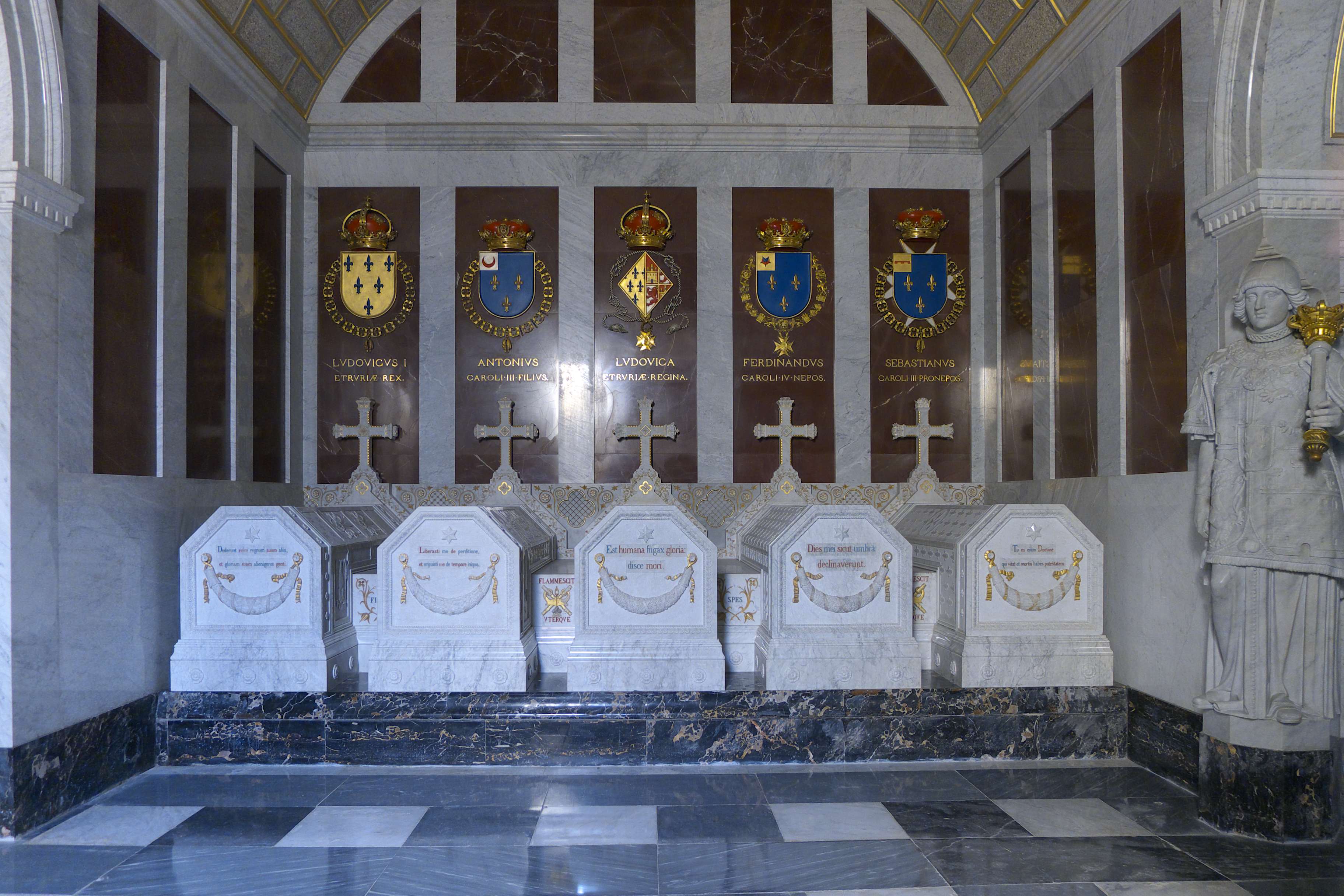
La tomba di Maria Luisa nel Panteón de Infantes, Monastero dell'Escorial

In tutti questi anni, Maria Luisa trascorse le estati a Lucca e gli inverni a Roma. Il 22 febbraio 1824 firmò il suo testamento e morì di cancro il 13 marzo 1824 a Roma. Il suo corpo fu portato in Spagna per essere sepolto a El Escorial. 
Su deliberazione del Comune di Lucca del 1823, nella centrale piazza Napoleone fu eretto un monumento raffigurante Maria Luisa, opera dello scultore Lorenzo Bartolini, monumento che campeggia ancora sulla piazza.

## Discendenza

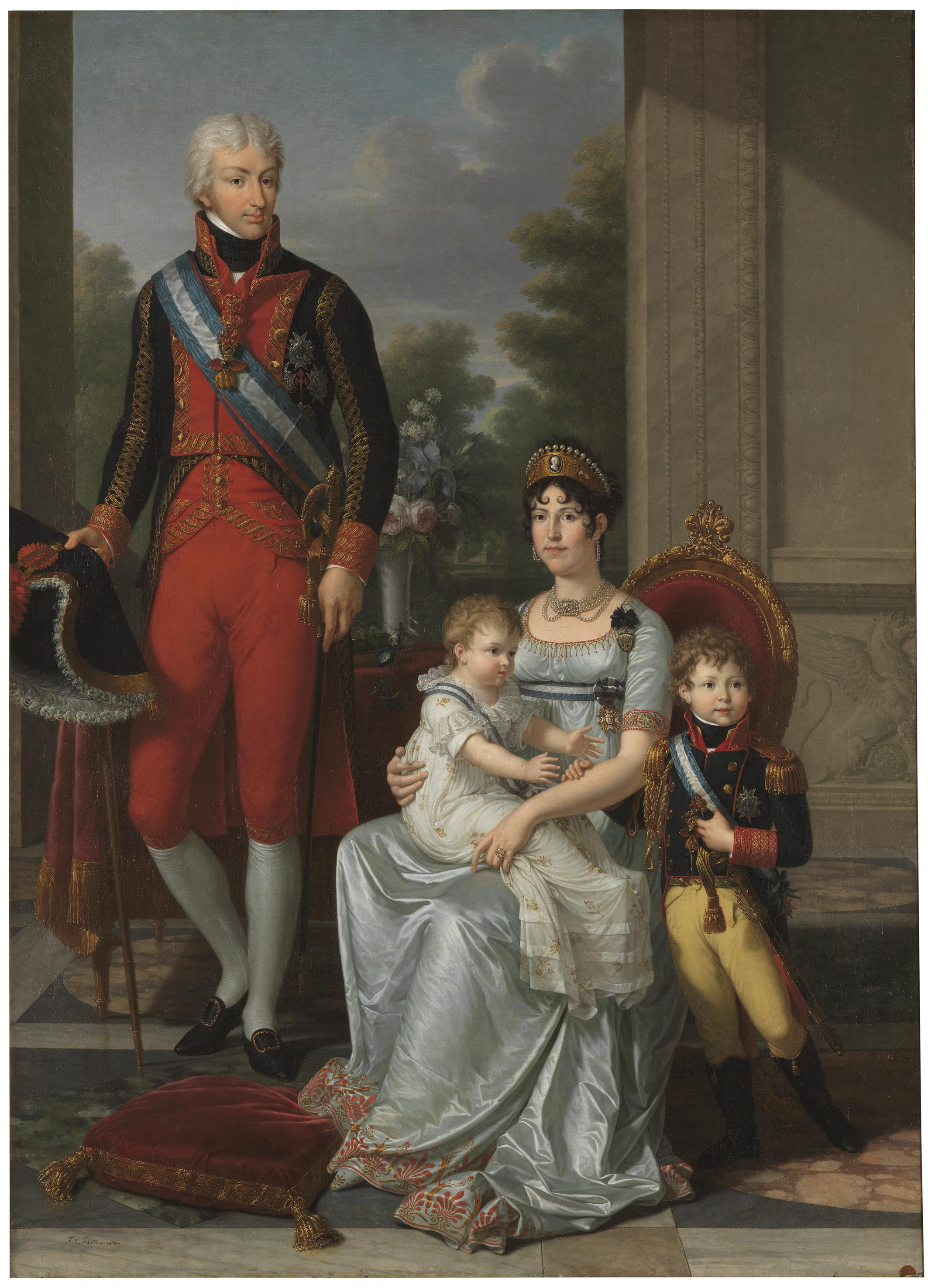
Maria Luisa di Spagna con il marito e i figli

Dal matrimonio tra Maria Luisa e Ludovico I di Etruria nacquero quattro figli:
1. Carlo Lodovico di Borbone-Parma (Carlo Lodovico Ferdinando; 22 dicembre 1799 - 16 aprile 1883); re d'Etruria dal 1803 al 1807 come Carlo Lodovico; duca di Lucca dal 1824 al 1847 sempre come Carlo Lodovico[5]; duca di Parma dal 1847 al 1849 come Carlo II; sposò Maria Teresa di Savoia, figlia del re Vittorio Emanuele I di Sardegna e di Maria Teresa d'Austria-Este.
2. Maria Amalia di Borbone-Parma (Maria Amalia Giuseppina Antonia; 21 novembre 1800 - 17 aprile 1802), che morì dopo un'influenza.
3. Maria Carolina di Borbone-Parma (Maria Carolina Luisa Amalia Ernestina; 21 novembre 1800 - 13 aprile 1803), gemella della precedente, morì dopo un attacco di convulsioni.
4. Maria Luisa di Borbone-Parma (Maria Luisa Carlotta; 2 ottobre 1802 - 18 marzo 1857), sposò il principe Massimiliano di Sassonia, vedovo di sua zia Maria Carolina di Borbone-Parma, come seconda moglie.

## Ascendenza
|                                     |                     |                                | Genitori                                     |  |  | Nonni |  |  | Bisnonni            |  |  | Trisnonni              |  |
|                                     |                     |                                |                                              |  |  |       |  |  | Filippo V di Spagna |  |  | Luigi, il Gran Delfino |  |
|                                     |                     |                                |                                              |  |  |       |  |  | Filippo V di Spagna |  |  | Luigi, il Gran Delfino |  |
|                                     |                     | Maria Anna Vittoria di Baviera |                                              |  |  |       |  |  | Filippo V di Spagna |  |  |                        |  |
| Carlo III di Spagna                 |                     |                                |                                              |  |  |       |  |  | Filippo V di Spagna |  |  |                        |  |
|                                     |                     | Elisabetta Farnese             | Odoardo II Farnese                           |  |  |       |  |  |                     |  |  |                        |  |
|                                     |                     | Elisabetta Farnese             | Odoardo II Farnese                           |  |  |       |  |  |                     |  |  |                        |  |
|                                     |                     | Elisabetta Farnese             | Dorotea Sofia di Neuburg                     |  |  |       |  |  |                     |  |  |                        |  |
| Carlo IV di Spagna                  |                     | Elisabetta Farnese             |                                              |  |  |       |  |  |                     |  |  |                        |  |
|                                     |                     | Augusto III di Polonia         | Augusto II di Polonia                        |  |  |       |  |  |                     |  |  |                        |  |
|                                     |                     | Augusto III di Polonia         | Augusto II di Polonia                        |  |  |       |  |  |                     |  |  |                        |  |
|                                     |                     | Augusto III di Polonia         | Cristiana Eberardina di Brandeburgo-Bayreuth |  |  |       |  |  |                     |  |  |                        |  |
| Maria Amalia di Sassonia            |                     | Augusto III di Polonia         |                                              |  |  |       |  |  |                     |  |  |                        |  |
|                                     |                     | Maria Giuseppa d'Austria       | Giuseppe I d'Asburgo                         |  |  |       |  |  |                     |  |  |                        |  |
|                                     |                     | Maria Giuseppa d'Austria       | Giuseppe I d'Asburgo                         |  |  |       |  |  |                     |  |  |                        |  |
|                                     |                     | Maria Giuseppa d'Austria       | Guglielmina Amalia di Brunswick-Lüneburg     |  |  |       |  |  |                     |  |  |                        |  |
| Maria Luisa di Spagna               |                     | Maria Giuseppa d'Austria       |                                              |  |  |       |  |  |                     |  |  |                        |  |
|                                     | Filippo V di Spagna | Luigi, il Gran Delfino         |                                              |  |  |       |  |  |                     |  |  |                        |  |
|                                     | Filippo V di Spagna | Luigi, il Gran Delfino         |                                              |  |  |       |  |  |                     |  |  |                        |  |
|                                     | Filippo V di Spagna | Maria Anna Vittoria di Baviera |                                              |  |  |       |  |  |                     |  |  |                        |  |
| Filippo I di Parma                  | Filippo V di Spagna |                                |                                              |  |  |       |  |  |                     |  |  |                        |  |
|                                     |                     | Elisabetta Farnese             | Odoardo II Farnese                           |  |  |       |  |  |                     |  |  |                        |  |
|                                     |                     | Elisabetta Farnese             | Odoardo II Farnese                           |  |  |       |  |  |                     |  |  |                        |  |
|                                     |                     | Elisabetta Farnese             | Dorotea Sofia di Neuburg                     |  |  |       |  |  |                     |  |  |                        |  |
| Maria Luisa di Borbone-Parma        |                     | Elisabetta Farnese             |                                              |  |  |       |  |  |                     |  |  |                        |  |
|                                     |                     | Luigi XV di Francia            | Luigi di Borbone-Francia                     |  |  |       |  |  |                     |  |  |                        |  |
|                                     |                     | Luigi XV di Francia            | Luigi di Borbone-Francia                     |  |  |       |  |  |                     |  |  |                        |  |
|                                     |                     | Luigi XV di Francia            | Maria Adelaide di Savoia                     |  |  |       |  |  |                     |  |  |                        |  |
| Luisa Elisabetta di Borbone-Francia |                     | Luigi XV di Francia            |                                              |  |  |       |  |  |                     |  |  |                        |  |
|                                     |                     | Maria Leszczyńska              | Stanislao Leszczyński                        |  |  |       |  |  |                     |  |  |                        |  |
|                                     |                     | Maria Leszczyńska              | Stanislao Leszczyński                        |  |  |       |  |  |                     |  |  |                        |  |
|                                     |                     | Maria Leszczyńska              | Caterina Opalińska                           |  |  |       |  |  |                     |  |  |                        |  |
|                                     |                     | Maria Leszczyńska              |                                              |  |  |       |  |  |                     |  |  |                        |  |